# Nutan
Nutan (Hindi, नूतन, Nūtan, * 4. Juni 1936 in Mumbai, Maharashtra; † 21. Februar 1991; bürgerlicher Name: Nutan Samarth) war eine indische Filmschauspielerin.
Nutan kam Anfang der 1950er Jahre durch ihre Mutter Shobhana Samarth mit dem Film in Berührung. Nach ihrem Schulabschluss in der Schweiz und der Rückkehr nach Indien wurde sie 1955 zum Star durch ihre Hauptrolle in Amiya Chakrabortys Seema. Nutan gewann hierfür ihren ersten Filmfare Award als beste Hauptdarstellerin. Unter dem Regisseur Bimal Roy hatte sie mit Sujata (1959) und Bandini (1963) weitere große Erfolgsfilme.
Nutan spielte mit den meisten männlichen Hauptdarstellern ihrer Ära, von Dev Anand, Raj Kapoor, Balraj Sahni, Sunil Dutt, Ashok Kumar, Dharmendra, Dilip Kumar bis zu Kishore Kumar und Vinod Khanna. Auch in den 1970er Jahren zog sie das Publikum an. 1978 spielte sie eine preisgekrönte Rolle in Raj Khoslas Main Tulsi Tere Aangan Ki. Im folgenden Jahrzehnt übernahm sie häufig Mutterrollen im Film.
Nutan zeichnete sich durch ein intensives Schauspiel aus, was Lata Mangeshkar veranlasste, sie zur Darstellerin zu wählen, der der Ausdruck ihrer Songs am nächsten kam. Sie ist fünffache Preisträgerin des Filmfare Award/Beste Hauptdarstellerin. 1991 starb Nutan an Krebs.
Ihre Schwester Tanuja, und ihre Nichten Kajol (Bollywood Legende) und Tanisha sind als Hindi-Filmschauspielerinnen aktiv.